# L'exotique est quotidien

L'exotique est quotidien (1965) est un texte de Georges Condominas, issu de son terrain de Sar Luk parmi les Mnong Gar du Sud Viêt Nam, et publié dans la collection Terre Humaine chez Plon.

## Table des matières
- Au seul souci de voyager
  - Le sauvage
  - un enfant des quatre vents
  - Le mirage grec
  - Premier voyage de découverte
  - De la nécessité d'ethnographier les ethnographes
  - Comment peut-on être métis ?
  - L'exotisme pourrissant
  - L'aventure vient en lisant
  - Pourquoi voyager ?
  - L'Hôtel Mikado
  - Une façon, parmi tant d'autres, de devenir ethnographe

- De l'exotique…
  - Le préterrain
  - La porte de l'exotique
  - Bref aperçu historique sur le Haut-pays
  - Sonorités d'une langue inconnue, poésie pure
  - Des Peaux-rouges criards
  - Voyage sans facture et camp de base
  - L'indispensable connaissance de la langue
  - Un sacrifice du buffle chez les Mnong Rlâm
  - Exotisme mélanésien chez les faux Mnong Gar
  - "Mes" premiers vrais Mnong Gar
  - Les semailles de Bboon Dlei
  - Comment on noie le déluge
  - Premier contact avec Sar Luk, qui n'est encore que Bboon Rce
  - Le choix et le destin

- …au quotidien
  - Descente dans le microcosme
  - L'installation à Sar Luk commence par une fête, rupture de la vie quotidienne
  - Découverte d'une nouvelle tribu : les Préglottalisés
  - L'aventure au temps subjectif
  - La maison de Yoo
  - Le travail quotidien
  - La vie quotidienne
  - Le lithophone préhistorique
  - Les Mnong aux prises avec le monde moderne
  - Massacre de sorciers à Phii Dih
  - Les Mnong aux prises avec le monde moderne
  - Sar Luk retrouvé

À l'occasion d'une réédition de l'ouvrage, Georges Condominas ajoute une postface à son texte, intégrant un véritable réquisitoire contre les méthodes américaines lors de la guerre du Viêt Nam, en dénonçant l'ethnocide des Mnong Gar.
Lors de la réédition de L'exotique est quotidien en version de poche à l'occasion de l'exposition « Nous avons mangé la forêt… Georges Condominas au Vietnam » en 2006 au musée du quai Branly, le texte a été amputé de son index des noms propres, ce qui rend impossible la recherche des lignées familiales.